# 最辣的辣椒
自1990年代以来，就一直在竞争种植最辣的辣椒，尤其是在美国、英国和澳大利亚的辣椒种植者。檢測超过100万斯科维尔指标 (SHU) 的辣椒品种和栽培品种被称为“超级辣椒”。 
在1990年代初期之前，只有两种辣椒的斯科维尔指标超过35万SHU，即苏格兰帽和哈瓦那辣椒。 加利福尼亚农民弗兰克加西亚利用哈瓦那辣椒的形态變異开发了一个新品种 Red Savina，在 1994 年测量为 570,000SHU。 当时，这被认为代表了辣椒辣度的上限。
以斯科维尔指标為標準，一般烹調用的墨西哥辣椒的辣度只為4,000至8,500SHU，朝天椒的辣度也僅為3万至5万SHU，鳥眼辣椒的辣度則達到50,000至100,000SHU。
2017年，龍之氣息（英語：Dragon's Breath），此辣椒由麥克‧史密斯所栽種，史密斯為登比郡聖亞薩鎭人。據本人表示原本只是栽培新品種辣椒欲參加花卉大展，卻意外打破辣椒的最辣紀錄，是目前世界最辣的辣椒品種，其史高維爾指標約248萬SHU。此品種起源於英格蘭威爾斯登比郡聖亞薩鎮，並由當地的諾丁漢特倫特大學參與開發過程。龍之氣息辣椒已被測得高達248萬SHU的辣度，超越卡羅萊納死神椒的220萬SHU，成為目前世界上已知最辣的辣椒。惟金氏世界紀錄仍認證卡羅萊納死神為最辣辣椒。幾個月之後被Ed Currie的X辣椒以318萬SHU超過，但同樣未經金氏世界紀錄證實。
2019年，金氏世界紀錄承认卡罗莱纳死神是当前的记录保持者，辣度的斯科维尔指标 為1,641,183SHU。
2019年，一種名爲世界末日（Armageddon）烈性辣椒在英國上市，据说这种烈性辣椒与著名的美国培育的卡罗莱纳死神——吉尼斯世界纪录保持者——斯科维尔指标（SHU）上的排名不相上下。
2023年8月23日，吉尼斯世界纪录正式认证X辣椒为世界上最辣的辣椒，其辣度达269万SHU，打破了先前由卡罗来纳死神辣椒所创下的164万SHU的世界纪录。